# Akahoshi Taku
Akahoshi Taku (赤星 拓 Akahoshi Taku, sinh ngày 21 tháng 4 năm 1984 ở Fukuoka City) là một cầu thủ bóng đá người Nhật Bản. Anh thi đấu cho Sagan Tosu.

## Thống kê sự nghiệp câu lạc bộ
Cập nhật đến ngày 23 tháng 2 năm 2018.
| Thành tích câu lạc bộ | Thành tích câu lạc bộ | Thành tích câu lạc bộ | Giải vô địch | Giải vô địch | Cúp                   | Cúp                   | Cúp Liên đoàn | Cúp Liên đoàn | Tổng cộng | Tổng cộng |
| Mùa giải              | Câu lạc bộ            | Giải vô địch          | Số trận      | Bàn thắng    | Số trận               | Bàn thắng             | Số trận       | Bàn thắng     | Số trận   | Bàn thắng |
| Nhật Bản              | Nhật Bản              | Nhật Bản              | Giải vô địch | Giải vô địch | Cúp Hoàng đế Nhật Bản | Cúp Hoàng đế Nhật Bản | J. League Cup | J. League Cup | Tổng cộng | Tổng cộng |
| --------------------- | --------------------- | --------------------- | ------------ | ------------ | --------------------- | --------------------- | ------------- | ------------- | --------- | --------- |
| 2007                  | Sagan Tosu            | J2 League             | 32           | 0            | 2                     | 0                     | –             | –             | 34        | 0         |
| 2008                  | Sagan Tosu            | J2 League             | 15           | 0            | 0                     | 0                     | –             | –             | 15        | 0         |
| 2009                  | Sagan Tosu            | J2 League             | 0            | 0            | 0                     | 0                     | –             | –             | 0         | 0         |
| 2010                  | Sagan Tosu            | J2 League             | 20           | 0            | 0                     | 0                     | –             | –             | 20        | 0         |
| 2011                  | Sagan Tosu            | J2 League             | 19           | 0            | 0                     | 0                     | –             | –             | 19        | 0         |
| 2012                  | Sagan Tosu            | J1 League             | 30           | 0            | 1                     | 0                     | 5             | 0             | 36        | 0         |
| 2013                  | Sagan Tosu            | J1 League             | 16           | 0            | 0                     | 0                     | 3             | 0             | 19        | 0         |
| 2014                  | Sagan Tosu            | J1 League             | 0            | 0            | 0                     | 0                     | 1             | 0             | 1         | 0         |
| 2015                  | Sagan Tosu            | J1 League             | 11           | 0            | 0                     | 0                     | 1             | 0             | 12        | 0         |
| 2016                  | Sagan Tosu            | J1 League             | 0            | 0            | 1                     | 0                     | 3             | 0             | 4         | 0         |
| 2017                  | Sagan Tosu            | J1 League             | 2            | 0            | 0                     | 0                     | 2             | 0             | 4         | 0         |
| Tổng                  | Tổng                  | Tổng                  | 145          | 0            | 4                     | 0                     | 15            | 0             | 164       | 0         |